# Kosteletzkya borkouana
Kosteletzkya borkouana är en malvaväxtart som beskrevs av Quezel. Kosteletzkya borkouana ingår i släktet Kosteletzkya och familjen malvaväxter. Inga underarter finns listade i Catalogue of Life.